# Музеј Козаре у Приједору
Музеј Козаре је централна регионална музејска институција Козаре и Поткозарја. Музеј садржи сталну етнолошку изложбу, из периода четрдесетих година двадесетог вијека. Етнолошка поставка садржи предмете свакодневне употребе, највећим дијелом са сеоског, и један дио са градског подручја. Музејска ликовна збирка садржи 700 ликовних радова преко 100 ликовних аутора, од којих су 42 из Приједора. Под окриљем музеја се налази и Спомен кућа породице Стојановић. Музеј се налази у улици Николе Пашића у Приједору. Директор Музеја Козара је Миленко Радивојац.

## Спомен кућа породице Стојановић
Спомен кућа породице Стојановић је кућа српског православног свештеника Гавре, његовог сина проте Симе и Симиних бројних потомака. Кућа је изграђена средином 19. вијека, али је страдала у великом пожару који је захватио Приједор 1882. године. Кућа је након пожара обновљена до 1893. године. У кући су се родила Симина четири сина и пет кћери (синови Младен, Сретен, Велимир и Драгутин, и кћери Георгина, Персида, Јелисавета,
Драгиња и Милица), а један од синова се звао др Младен (проте Симе) Стојановић. У кући се налазила ординација др Младена Стојановића у периоду од 1929. до 1941, када одлази у партизане на Козару.
Општина Приједор је Спомен кућу породице Стојановић реновирала и поново отворила за посјете на Дан општине Приједор 16. маја 2007. године. Збирка спомен куће садржи збирку предмета из угледне српске православне свештеничке породице Стојановић, која је дуже од једног вијека сакупљала народне мудрости, документе, књиге, фотографије и умјетничка дјела српског живља Поткозарја. Двије сталне поставке приказију живот читаве породице Стојановић, са нагласком на животе народног хероја др Младена Стојановића и његовог брата академика Сретена Стојановића.

## Историја
Музеј Козаре је основан 1953. године, а до 1984. године је промијенио седам различитих локација. На садашњој локацији у згради бивше комуналне школе се налази од 1984. године.